# Оганесян, Георг Арутюнович
Георг Арутюнович Оганесян (арм. Գևորգ Հարությունի Հովհաննիսյան; 1907, Ростов-на-Дону, Российская империя —  1957, Ереван, Армянская ССР) — советский армянский партийный и государственный деятель, министр иностранных дел Армянской ССР (1947—1954).

## Биография
Окончил режиссерский факультет Всесоюзной киноакадемии.
В 1925 г. был назначен инструктором Всесоюзной пионерской организации имени В. И. Ленина в Тбилиси,
- 1931—1932 гг. — директор 2-го Государственного театра Армении в Ленинакане (ныне Гюмрийский драматический театр им. Вардана Аджемяна),
- 1932—1933 гг. — директор Ереванской государственной консерватории.

С 1935 г. возглавлял Дом культуры Армении в Москве.
Вернувшись в Армению, возглавил Армянский театр оперы и балета имени А. А. Спендиарова.
- 1940—1944 гг. — директор Ереванской киностудии,
- 1944—1947 гг. — заместитель народного комиссара иностранных дел Армянской ССР,
- 1947—1954 гг. — министр иностранных дел Армянской ССР. Одновременно председатель правления Армянского общества по культурным связям с зарубежными странами, а с 1948 г. – также начальник Управления по делам искусства при Совете Министров Армянской ССР.